# Gran Premio motociclistico di Francia 2019
Il Gran Premio motociclistico di Francia 2019 è stato la quinta prova del motomondiale del 2019, disputato il 19 maggio sul circuito Bugatti di Le Mans. Si tratta della 62ª edizione del Gran Premio motociclistico di Francia valida per il motomondiale.
Le vittorie nelle tre classi sono andate rispettivamente a Marc Márquez in MotoGP, a Álex Márquez in Moto2 e a John McPhee in Moto3.

## MotoGP

### Arrivati al traguardo
| Pos. | Nº | Pilota            | Squadra                     | Motocicletta       | Giri | Tempo     | Griglia | Punti |
| ---- | -- | ----------------- | --------------------------- | ------------------ | ---- | --------- | ------- | ----- |
| 1º   | 93 | Marc Márquez      | Repsol Honda                | Honda RC213V       | 27   | 41'53.647 | 1º      | 25    |
| 2º   | 4  | Andrea Dovizioso  | Ducati Team                 | Ducati Desmosedici | 27   | +1,984    | 4º      | 20    |
| 3º   | 9  | Danilo Petrucci   | Ducati Team                 | Ducati Desmosedici | 27   | +2,142    | 2º      | 16    |
| 4º   | 43 | Jack Miller       | Pramac Racing               | Ducati Desmosedici | 27   | +2,940    | 3º      | 13    |
| 5º   | 46 | Valentino Rossi   | Monster Energy Yamaha       | Yamaha YZR-M1      | 27   | +3,053    | 5º      | 11    |
| 6º   | 44 | Pol Espargaró     | Red Bull KTM Factory Racing | KTM RC16           | 27   | +5,935    | 12º     | 10    |
| 7º   | 21 | Franco Morbidelli | Petronas Yamaha SRT         | Yamaha YZR-M1      | 27   | +7,187    | 6º      | 9     |
| 8º   | 20 | Fabio Quartararo  | Petronas Yamaha SRT         | Yamaha YZR-M1      | 27   | +8,439    | 10º     | 8     |
| 9º   | 35 | Cal Crutchlow     | LCR Honda CASTROL           | Honda RC213V       | 27   | +9,853    | 15º     | 7     |
| 10º  | 42 | Álex Rins         | Suzuki Ecstar               | Suzuki GSX-RR      | 27   | +13,709   | 19º     | 6     |
| 11º  | 99 | Jorge Lorenzo     | Repsol Honda                | Honda RC213V       | 27   | +15,003   | 8º      | 5     |
| 12º  | 41 | Aleix Espargaró   | Aprilia Racing Team Gresini | Aprilia RS-GP      | 27   | +29,512   | 9º      | 4     |
| 13º  | 5  | Johann Zarco      | Red Bull KTM Factory Racing | KTM RC16           | 27   | +33,061   | 14º     | 3     |
| 14º  | 55 | Hafizh Syahrin    | Red Bull KTM Tech 3         | KTM RC16           | 27   | +35,481   | 21º     | 2     |
| 15º  | 88 | Miguel Oliveira   | Red Bull KTM Tech 3         | KTM RC16           | 27   | +36,044   | 16º     | 1     |
| 16º  | 36 | Joan Mir          | Suzuki Ecstar               | Suzuki GSX-RR      | 26   | +1 giro   | 18º     |       |

### Ritirati
| Nº | Pilota            | Squadra                     | Motocicletta       | Giri | Griglia |
| -- | ----------------- | --------------------------- | ------------------ | ---- | ------- |
| 30 | Takaaki Nakagami  | LCR Honda Idemitsu          | Honda RC213V       | 18   | 7º      |
| 29 | Andrea Iannone    | Aprilia Racing Team Gresini | Aprilia RS-GP      | 8    | 22º     |
| 12 | Maverick Viñales  | Monster Energy Yamaha       | Yamaha YZR-M1      | 6    | 11º     |
| 63 | Francesco Bagnaia | Pramac Racing               | Ducati Desmosedici | 6    | 13º     |
| 53 | Esteve Rabat      | Reale Avintia Racing        | Ducati Desmosedici | 2    | 20º     |

## Moto2

### Arrivati al traguardo
| Pos. | Nº | Pilota                | Squadra                      | Motocicletta | Giri | Tempo     | Griglia | Punti |
| ---- | -- | --------------------- | ---------------------------- | ------------ | ---- | --------- | ------- | ----- |
| 1º   | 73 | Álex Márquez          | EG 0,0 Marc VDS              | Kalex        | 25   | 40'36.428 | 3º      | 25    |
| 2º   | 9  | Jorge Navarro         | Lightech Speed Up            | Speed Up     | 25   | +1,119    | 1º      | 20    |
| 3º   | 40 | Augusto Fernández     | Flexbox HP 40                | Kalex        | 25   | +1,8      | 14º     | 16    |
| 4º   | 41 | Brad Binder           | Red Bull KTM Ajo             | KTM          | 25   | +6,015    | 8º      | 13    |
| 5º   | 97 | Xavi Vierge           | EG 0,0 Marc VDS              | Kalex        | 25   | +7,057    | 5º      | 11    |
| 6º   | 12 | Thomas Lüthi          | Dynavolt Intact GP           | Kalex        | 25   | +9,401    | 2º      | 10    |
| 7º   | 33 | Enea Bastianini       | Italtrans Racing             | Kalex        | 25   | +10,095   | 16º     | 9     |
| 8º   | 23 | Marcel Schrötter      | Dynavolt Intact GP           | Kalex        | 25   | +10,475   | 10º     | 8     |
| 9º   | 27 | Iker Lecuona          | American Racing KTM          | KTM          | 25   | +11,246   | 22º     | 7     |
| 10º  | 11 | Nicolò Bulega         | SKY Racing Team VR46         | Kalex        | 25   | +17,112   | 15º     | 6     |
| 11º  | 45 | Tetsuta Nagashima     | Onexox TKKR SAG              | Kalex        | 25   | +18,537   | 31º     | 5     |
| 12º  | 21 | Fabio Di Giannantonio | Lightech Speed Up            | Speed Up     | 25   | +19,817   | 20º     | 4     |
| 13º  | 10 | Luca Marini           | SKY Racing Team VR46         | Kalex        | 25   | +27,815   | 19º     | 3     |
| 14º  | 16 | Joe Roberts           | American Racing KTM          | KTM          | 25   | +27,888   | 29º     | 2     |
| 15º  | 62 | Stefano Manzi         | MV Agusta Idealavoro Forward | MV Agusta F2 | 25   | +49,139   | 24º     | 1     |
| 16º  | 3  | Lukas Tulovic         | Kiefer Racing                | KTM          | 25   | +50,8     | 9º      |       |
| 17º  | 96 | Jake Dixon            | Sama Qatar Ángel Nieto Team  | KTM          | 25   | +51,688   | 11º     |       |
| 18º  | 72 | Marco Bezzecchi       | Red Bull KTM Tech 3          | KTM          | 25   | +53,223   | 27º     |       |
| 19º  | 65 | Philipp Öttl          | Red Bull KTM Tech 3          | KTM          | 25   | +1'00.859 | 32º     |       |
| 20º  | 88 | Jorge Martín          | Red Bull KTM Ajo             | KTM          | 25   | +1'03.717 | 13º     |       |

### Ritirati
| Nº | Pilota              | Squadra                      | Motocicletta | Giri | Griglia |
| -- | ------------------- | ---------------------------- | ------------ | ---- | ------- |
| 77 | Dominique Aegerter  | MV Agusta Idealavoro Forward | MV Agusta F2 | 24   | 25º     |
| 20 | Dimas Ekky Pratama  | Idemitsu Honda Team Asia     | Kalex        | 21   | 28º     |
| 18 | Xavier Cardelús     | Sama Qatar Ángel Nieto Team  | KTM          | 20   | 30º     |
| 87 | Remy Gardner        | Onexox TKKR SAG              | Kalex        | 13   | 12º     |
| 4  | Steven Odendaal     | NTS RW Racing GP             | NTS          | 12   | 21º     |
| 64 | Bo Bendsneyder      | NTS RW Racing GP             | NTS          | 12   | 17º     |
| 24 | Simone Corsi        | Tasca Racing                 | Kalex        | 9    | 18º     |
| 22 | Sam Lowes           | Federal Oil Gresini          | Kalex        | 8    | 26º     |
| 35 | Somkiat Chantra     | Idemitsu Honda Team Asia     | Kalex        | 8    | 23º     |
| 7  | Lorenzo Baldassarri | Flexbox HP 40                | Kalex        | 1    | 7º      |
| 54 | Mattia Pasini       | Petronas Sprinta Racing      | Kalex        | 1    | 4º      |
| 5  | Andrea Locatelli    | Italtrans Racing             | Kalex        | 0    | 6º      |

## Moto3

### Arrivati al traguardo
| Pos. | Nº | Pilota              | Squadra                     | Motocicletta  | Giri | Tempo     | Griglia | Punti |
| ---- | -- | ------------------- | --------------------------- | ------------- | ---- | --------- | ------- | ----- |
| 1º   | 17 | John McPhee         | Petronas Sprinta Racing     | Honda NSF250R | 22   | 37'48.689 | 1º      | 25    |
| 2º   | 48 | Lorenzo Dalla Porta | Leopard Racing              | Honda NSF250R | 22   | +0,106    | 15º     | 20    |
| 3º   | 44 | Arón Canet          | Sterilgarda Max Racing Team | KTM RC 250 GP | 22   | +0,757    | 14º     | 16    |
| 4º   | 19 | Gabriel Rodrigo     | Kömmerling Gresini          | Honda NSF250R | 22   | +0,978    | 5º      | 13    |
| 5º   | 16 | Andrea Migno        | Bester Capital Dubai        | KTM RC 250 GP | 22   | +1,201    | 11º     | 11    |
| 6º   | 27 | Kaito Toba          | Honda Team Asia             | Honda NSF250R | 22   | +1,41     | 9º      | 10    |
| 7º   | 13 | Celestino Vietti    | SKY Racing Team VR46        | KTM RC 250 GP | 22   | +1,451    | 21º     | 9     |
| 8º   | 22 | Kazuki Masaki       | BOE Skull Rider Mugen Race  | KTM RC 250 GP | 22   | +1,636    | 17º     | 8     |
| 9º   | 84 | Jakub Kornfeil      | Redox PrüstelGP             | KTM RC 250 GP | 22   | +1,848    | 22º     | 7     |
| 10º  | 25 | Raúl Fernández      | Sama Qatar Ángel Nieto Team | KTM RC 250 GP | 22   | +2,049    | 8º      | 6     |
| 11º  | 75 | Albert Arenas       | Sama Qatar Ángel Nieto Team | KTM RC 250 GP | 22   | +2,663    | 16º     | 5     |
| 12º  | 5  | Jaume Masiá         | Bester Capital Dubai        | KTM RC 250 GP | 22   | +3,748    | 23º     | 4     |
| 13º  | 76 | Makar Yurchenko     | BOE Skull Rider Mugen Race  | KTM RC 250 GP | 22   | +11,812   | 12º     | 3     |
| 14º  | 71 | Ayumu Sasaki        | Petronas Sprinta Racing     | Honda NSF250R | 22   | +11,896   | 24º     | 2     |
| 15º  | 12 | Filip Salač         | Redox PrüstelGP             | KTM RC 250 GP | 22   | +30,511   | 20º     | 1     |
| 16º  | 61 | Can Öncü            | Red Bull KTM Ajo            | KTM RC 250 GP | 22   | +32,544   | 28º     |       |
| 17º  | 69 | Tom Booth-Amos      | CIP Green Power             | KTM RC 250 GP | 22   | +40,026   | 29º     |       |

### Ritirati
| Nº | Pilota            | Squadra                  | Motocicletta  | Giri | Griglia |
| -- | ----------------- | ------------------------ | ------------- | ---- | ------- |
| 7  | Dennis Foggia     | SKY Racing Team VR46     | KTM RC 250 GP | 17   | 18º     |
| 21 | Alonso López      | Estrella Galicia 0,0     | Honda NSF250R | 17   | 19º     |
| 24 | Tatsuki Suzuki    | SIC58 Squadra Corse      | Honda NSF250R | 17   | 4º      |
| 14 | Tony Arbolino     | VNE Snipers              | Honda NSF250R | 16   | 2º      |
| 77 | Vicente Pérez     | Reale Avintia Arizona 77 | KTM RC 250 GP | 15   | 25º     |
| 23 | Niccolò Antonelli | SIC58 Squadra Corse      | Honda NSF250R | 14   | 7º      |
| 55 | Romano Fenati     | VNE Snipers              | Honda NSF250R | 9    | 13º     |
| 42 | Marcos Ramírez    | Leopard Racing           | Honda NSF250R | 7    | 6º      |
| 54 | Riccardo Rossi    | Kömmerling Gresini       | Honda NSF250R | 6    | 26º     |
| 40 | Darryn Binder     | CIP Green Power          | KTM RC 250 GP | 1    | 27º     |
| 79 | Ai Ogura          | Honda Team Asia          | Honda NSF250R | 0    | 3º      |
| 11 | Sergio García     | Estrella Galicia 0,0     | Honda NSF250R | 0    | 10º     |